# باسم الطويسي
باسم محمد الطويسي (1 تشرين الأول 1967 في وادي موسى) سياسي وأكاديمي أردني شغل منصب وزير الثقافة في حكومتي بشر الخصاونة وعمر الرزاز من 7 تشرين الثاني 2019 إلى 7 آذار 2021.

## المؤهلات العلمية
- دكتوراة في الدراسات الإعلامية من معهد البحوث والدراسات العربية في القاهرة.[2]
- ماجستير في في الإعلام التنموي وزمالة اختصاصية في الصحافة والاتصال من جامعة فلوريدا.
- ماجستير في الإعلام التنموي من معهد البحوث والدراسات العربية.
- دبلوم الدراسات العليا في الإعلام والتنمية السياسية من معهد البحوث والدراسات العربية.
- دبلوم الدراسات العليا في الدراسات السياسية والقومية من معهد البحوث والدراسات العربية.
- بكالوريوس في الصحافة والإعلام من جامعة اليرموك.

## مواقع شغلها
- عميد معهد الإعلام الأردني.
- رئيس مجلس إدارة التلفزيون الأردني
- عضو المجلس الأعلى للإعلام سابقا.
- عضو لجنة الحوار الوطني سابقا.
- عضو اللجنة الملكية للنزاهة.
- عضو مجلس إدارة محطة إعلام الخدمة العامة المستقلة (تلفزيون المملكة).
- رئيس مجلس إدارة مؤسسة الإذاعة والتلفزيون الأردنية.
- مؤسس المعهد الأردني الكوري للمعلومات بالإضافة لتأسيس إذاعة صوت الجنوب.
- أستاذ مشارك في قسم الإعلام والدراسات الاستراتيجية بجامعة الحسين بن طلال.
- مدير مركز الدراسات والاستشارات وتنمية المجتمع في ومستشار رئيس جامعة الحسين بن طلال للشؤون الثقافية والإعلامية.[3]